# Acest pământ este al meu
Acest pământ este al meu (în spaniolă Esta tierra es mía) este un film dramatic argentinian color din 1961 regizat de Hugo del Carril⁠(d) care a interpretat și rolul principal. În alte roluri au interpretat actorii Mario Soffici, Nelly Meden și Ricardo Castro Ríos.
Este scris de Eduardo Borrás după un roman omonim al lui José Pavlotzky. Acest pământ este al meu a avut premiera la 6 septembrie 1961.
A intrat în competiție la cel de-al doilea Festival Internațional de Film de la Moscova. 

## Rezumat
Filmul prezintă viața lucrătorilor de bumbac din Provincia Chaco și lupta lor pentru salarii.

## Distribuție
- Hugo del Carril – Laureano Cabral
- Mario Soffici – Anselmi
- Nelly Meden – Gina
- Ricardo Castro Ríos – Renato
- Gloria Ferrandiz
- Carlos Olivieri
- César Tiempo
- Raul del Valle
- Benito Cibrián
- Félix Tortorelli
- Luis Quiles

## Primire
Jorge Miguel Couselo a spus în Clarín că filmul este o: „Abordare superficială care amână, în onoarea convenționalismului, locurile narative comune, esența, profunzimea, argumentul.” César Maranghello a spus despre film: „Del Carril a fost atras de acest tablou al sacrificiului coloniștilor și muncitorilor rurali, dar de data aceasta, adaptarea lui Borrás a fost deficitară.”